# Лоренц Єміні
Лоренц Єміні (алб. Lorenc Jemini, 13 квітня 1974, Ерсека) — колишній албанський футбольний арбітр . З 2011 по 2016 роки був арбітром ФІФА та УЄФА. З 2009 по 2017 роки він також судив матчі вищого дивізіону Албанії.

## Кар'єра
23 серпня 2009 року Єміні відсудив свій перший матч у вищому дивізіоні Албанії між клубами «Тирана» та «Фламуртарі», який завершився з рахунком 1:3. У цій грі він показав шість жовтих і одну червону картку гравцю господарів Анді Лілі.
Через рік, 1 липня 2010 року, арбітр провів свій перший матч у Лізі Європи УЄФА, відсудивши гру між «Уліссесом» (Єреван) і «Бней-Єгудою» (Тель-Авів) в першому раунді турніру (0:0). У цій грі албанський арбітр показав одну жовту картку.
13 листопада 2015 року Єміні судив товариський матч своєї збірної, Албанії, проти Косово, який завершився внічию 2:2.

## Міжнародні матчі
| Дата                   | Місце                       | Суперники                     | Результат | Турнір           | ЖК | RK |
| ---------------------- | --------------------------- | ----------------------------- | --------- | ---------------- | -- | -- |
| 4 червня 2011 року     | Братислава, Словаччина      | Словаччина — Андорра          | 1 — 0     | Відбір Євро-2012 | 3  | 0  |
| 16 жовтня 2012 року    | Торсгавн, Фарерські острови | Фарерські острови — Ірландія  | 1 — 4     | Відбір ЧС-2014   | 1  | 0  |
| 5 березня 2014 року    | Скоп'є, Македонія           | Республіка Македонія — Латвія | 0 — 3     | Товариський матч | 3  | 0  |
| 30 травня 2014 року    | Севілья, Іспанія            | Іспанія — Болівія             | 2 — 0     | Товариський матч | 1  | 0  |
| 7 вересня 2014 року    | Приштина, Косово            | Косово — Оман                 | 1 — 0     | Товариський матч | 2  | 0  |
| 13 листопада 2015 року | Приштина, Косово            | Косово — Албанія              | 2 — 2     | Товариський матч | 3  | 0  |